# Louis-Philippe Joseph, vojvoda Orléanski
Louis Philippe II., vojvoda od Orléansa (Louis Philippe Joseph; Saint-Cloud, 13. travnja 1747. – 6. studenoga 1793.), bio je francuski princ, tzv. prvi princ kraljevske krvi, koji je podržavao Francusku revoluciju.
Rođen je kao sin Louisa Philippea I., vojvode od Chartresa, i njegove supruge Louise Henriette de Bourbon-Conti. Pri rođenju mu je dodijeljena titula vojvode od Montpensiera. Nakon smrti njegova djeda, Louisa, vojvode od Orléansa, 1752. godine, njegov je otac postao novi vojvoda od Orléansa, a Louis Philippe II. naslijedio je titulu vojvode od Chartresa. Kada mu je otac preminuo 1785. godine, postao je vojvoda od Orléansa i tzv. prvi princ kraljevske krvi (Prince du sang). Nosio je počasni naslov Njegova Presvijetla Visost (Son Altesse Sérénissime).
Tijekom Revolucije 1792. godine promijenio je ime u Philippe Égalité (Filip Jednaki). Kao rođak kralja Luja XVI. i jedan od najbogatijih ljudi u Francuskoj, aktivno je podupirao Revoluciju 1789. godine i zagovarao ukidanje apsolutne monarhije te uspostavu ustavne monarhije. Glasao je za pogubljenje Luja XVI., no ubrzo je i sam završio na giljotini 1793. godine tijekom razdoblja jakobinske vladavine terora. Njegov sin, također nazvan Louis Philippe, postao je kralj Francuza nakon Srpanjske revolucije 1830. godine. Nakon Louis Philippea II., termin orleanizam postao je sinonim za politički pokret u Francuskoj koji je zagovarao ustavnu monarhiju.
Postao je prvi veliki majstor Velikog orijenta Francuske, od utemeljenja do 1792. godine.